# Galatea (programma televisivo)
Galatea è stato un programma televisivo italiano di genere rotocalco, realizzato in Virtual Set nel Centro di produzione RAI di Milano e andato in onda su Rai 2 il giovedì in terza serata tra l'ottobre del 2004 e il marzo del 2006.
Il programma, che si caratterizza per un linguaggio innovativo e una grafica originale, esplora trasversalmente i vari mondi della cultura contemporanea raccontando in modo insolito cinema, teatro, moda, design, musica, arte e architettura.
In entrambe le edizioni la produzione ha scelto per la conduzione una giovane esordiente (Barbara Ortelli la prima e Lana Vladi la seconda) che, come il celebre mito greco, in ogni puntata viene "plasmata" da un diverso Pigmalione, rappresentato di volta in volta da un esperto dell'argomento trattato.